# Vaterpolo na OI 1924.
Na OI 1924. u Parizu, konačna ljestvica na vaterpolskom turniru je bila sljedeća:
| Odličje | Reprezentacija | Sastav |
| zlato   | Francuska      | Paul Dujardin, Henri Padou, Georges Rigal, Albert Delborgies, Noel Delberghe, Robert Desmettre, Albert Mayaud                                                          |
| srebro  | Belgija        | Gérard Blitz, Maurice Blitz, Albert Durant, Joseph de Combe, Joseph Pletincx, Joseph Cludts, Georges Fleurix, Paul Gailly, Pierre Dewin, Jules Thiry, Pierre Vermetten |
| bronca  | SAD            | Arthur Austin, Frederick Lauer, Clarence Michell, John Bayes Norton, Wallace O'Connor, Herbert Vollmer, George Schroth, Johnny Weissmüller                             |